# Los Sims historias de mascotas
Los Sims historias de mascotas es el segundo juego lanzado en la saga Los Sims historias. Seguido de Los Sims historias de vida. Los Sims mascotas fue lanzado el 19 de junio de 2007.

## Características
En Los Sims Historias de Mascotas hay retos para el cuidado de animales domésticos y los trenes, similares a Los Sims 2: Mascotas. Al igual que su predecesor, este juego se ha optimizado para los ordenadores portátiles y contará con dos pisos y los modos de juego libre. Los jugadores pueden también plantear y capacitar a las mascotas en el juego como Los Sims 2. 
En este juego, dos nuevas historias se introducen, en Mejor Show y Midnight Masquerade. La primera historia sigue a Alice, una mujer que se enfrenta a problemas financieros y está a punto de perder su casa. Así que ella lleva a su mascota dálmata a un local en el que muestra al perro para tratar de ganar suficiente dinero para salvar su casa. La segunda historia es acerca de un exitoso chef ejecutivo llamado Stephen, cuyo mundo se ha vuelto al revés cuando un gato odioso viene a vivir con él.

## Personajes en Best in Show
Best in Show está situado en el barrio de Jardín Heights. El pueblo entero se ávidos fanes de los perros y casi todos los residentes es propietaria de uno. Jardín Heights muchas características de animales de compañía basados en localizaciones predominantemente de propiedad de la tierra barón local, Diana DeBore.
- Alice Whitt - Alicia Blanco

Es el personaje principal, que vive en Jardín Heights. Ella es dueña de un dálmata llamado Sam y se enfrenta a un muy posible desalojo en dos semanas si no paga su deuda de 120,000 § a la propietaria de la ciudad Diana DeBor (Diana Del Rollo). Por lo tanto, Sam entra en la exhibición local de talento canino, a fin de ganar el premio en efectivo y pagar su deuda.
- Sam Whitt - Sam Blanco

Es la mascota dálmata de Alice y su fiel amante. A pesar de sus problemas de comportamiento, tiene el corazón de un campeón. Al final de la historia, Sam gana el Concurso de la Exhibición Canina y él y Lucy Jones (Lucía López) tienen cachorros juntos, en el último episodio, Amor de Cachorro.
- Diana DeBore - Diana Del Rollo

Una mujer codiciosa y filántropa que está decidida a desalojar a Alicia y demoler su casa por el hecho de ser dueña de la ciudad y hacer sufrir a los demás cuando no pagan las facturas. 
Ella también es la dueña de la campeón reina del Concurso de la Exhibición Canina, su perra mimada Preciosa. A lo largo de la historia, se dedica a hacer sufrir a Alicia Blanco, por su deuda, y en vez de hipotecar el lugar, prefiere demolerlo para verla herida. Sin embargo, en el campeonato, Preciosa se cae de un obstáculo y es descalificada de la competencia. En cambio, Alicia y Sam ganan la competencia, ya que también obtuvieron un alto puntaje, y Diana es detenida y esposada por secuestro canino y otros crímenes más.
- Precious DeBore - Preciosa Del Rollo

La mascota de Diana, una caniche mimada que es la campeona vigente del Concurso de la Exhibición Canina Local. Al final de la historia, Preciosa no pasa un obstáculo y es inmediatamente descalificado permitiendo a Alicia y Sam a tomar la victoria automáticamente.
- Amaya Flores - Amaya Flores

Mejor amiga de Alicia. Ella proporciona apoyo moral y asesoramiento a Alice en toda la historia. Le es de mucha ayuda y al final también tiene una pelea con Diana por haber hecho sufrir tanto a su mejor amiga Alicia.
- Roscoe Flores - Rosco Flores

Un perro de raza desconocida que es mascota de Amaya.
- Otis Fielding - Otis Moreno

Un misterioso hombre que se supone es un entrenador de animales de compañía. Él es el dueño de "La Senda de la Huella".
- Jake Fielding - Mascota Acompañante Moreno

. Comienza una insólita relación con Sam cuando Alice aprende "La Senda de la Huella". Antes del lanzamiento del juego, se llamaba Milo.
- Thomas Jones - Tomás López

Un amigo de Alice. Ellos constantemente desarrollar una relación durante la historia, al final se vuelven mejores amigos. Se supone que está enamorado de Alicia pero si al final de la historia le pides que se mude contigo, en sus relaciones no aparece enamorado de nadie, así que solo es un rumor inútil y falso de los creadores del juego.
- Lucy Jones - Lucía López

La perrita mascota de Tomás. Ella se enamora de Sam Blanco y se queda sin autorización en casa de Alicia por varios días porque se ha embarazado de Sam y así tienen cachorros a la final de la historia.
- Reece Mustella - Rizo Mustela

Uno de los secuaces de Diana Del Rollo. Él es muy fiel a ella y más tarde es derrotado en una lucha con Tomás López tras el secuestro canino de Sam Blanco. 
- Brock Thornton - Bosco Del Eclipse

Uno de los secuaces de Diana Del Rollo. Bosco no es tan fiel como Rizo y en secreto ayuda a Alicia para la Exhibición Canina y recuperar su casa. Después de que Sam es secuestrado, le ayuda a Alicia a encontrarlo y le ofrece un obstáculo necesario para capacitar a Sam para la Exhibición Canina Local como disculpa por haber ayudado en el secuestro. Se cree que es bisexual y gusta tanto de Alicia, como de Rizo y Diana, y ayuda a Alicia por el amor que le tiene y que alguna vez Diana lo rechazó, y no se atreve a decirle su amor a Rizo, que en secreto también lo ama al mismo tiempo que a Diana, a quien solo la pueden querer su mascota y sus secuaces.
- Indie Thornton - Índi Del Eclipse

El gato de Bosco. Por un error del juego, se puede ver en sus recuerdos, que tuvo un enamoramiento de Bosco, tal vez después de llevarse tan bien, esta mascota se pudo enamorar de su dueño, aunque esto es un error, porque en el juego los animales no se pueden enamorar, y menos de sus dueños.

## Competidores en el Garden Heights Dog Show
- Entrenador Grinder

Meat Grinder
- Henry Beniz

Simon Beniz
- Melissa Carter

Bruno Carter

## Personajes enMidnight Masquerade
Midnight Masquerade se lleva a cabo en el desierto barrio de Pisos Mesa. La ciudad acoge cada año la Mesa Pisos Midnight Masquerade, para que Stephen se encarga de preparar durante la historia, mientras que el cuidado de su primo la mascota cat.
- Stephen Loyal

El personaje principal en Midnight Masquerade, que vive en Mesa Pisos. Es un chef ejecutivo que promete cuidar de su primo Celeste la mascota gato, Diva, para compensar los desaparecidos de su boda. Mientras tanto, él debe preparar la restauración y el centro de la medianoche Masquerade anual. En el curso de la historia, Stephen reúne Rachel y Erin y las fechas tanto de ellos en varias ocasiones. Obtención de Gordon, un misterioso recién llegado a la ciudad está tratando de robar las mujeres y está constantemente destruyendo Stephen's fechas y hacer su vida una miseria. Al final de la historia, Gordon es arrestado y Stephen se declara "rey de la medianoche Masquerade". El jugador es luego a la izquierda con la opción de que la mujer será su reina.
- Diva Loyal

El gato que se mueve con Stephen. Diva causas por las travesuras Stephens arañar los muebles y comer los alimentos fuera del mostrador, pero en última instancia resulta ser adorable.
- Gordon Fetching

Gordon se presenta como el mejor hombre de Damien, es también el principal antagonista de la historia. Él tiene una capacidad natural para atraer a las mujeres y es constantemente arruinando Stephen's fechas. Al final de la historia, se revela ser un hombre con caídas de Arbor y su apellido es revelado a ser "Schickel". Después de haber sido declarado "rey de la medianoche Masquerade" Gordon y su secuaz son detenidos y Stephen se declara la nueva mascarada Rey.
- Anthony Zilch

Gordon's esbirro. Él aparece por primera vez durante una de Stephen's fechas y los ataques (y es derrotado por) James Briggs. En la medianoche Masquerade se sienta en la azotea y Stephen disimula a sí mismo como a Gordon beguile información de él.
- Celeste Girard

El propietario de Diva y Stephen's primo. Stephen Celeste pide a cuidar de su gato durante su luna de miel después de que él pierde su boda en el inicio de la historia. Ella no aparece de nuevo después de que el primer capítulo, pero lo hace de gato enviar juguetes para Diva a Stephen y tras la finalización de la historia que envie un correo electrónico diciendo que ella y su marido se va a un crucero y que Stephen podrá llevar el gato.
- Damien Girard

Celeste del nuevo marido. Su mejor hombre es Obtención de Gordon.
- Julianne Charlot

Julianne Charlot es Stephen's empleador. Ella confía a él para hacer ensalada, langosta Thermidor y una escultura de hielo (por lo general un papel reservado para sí misma) para la Mesa Pisos Midnight Masquerade. Ella parece recoger estas cosas y es también el anfitrión de la medianoche Masquerade.
- James Briggs

James Stephen Briggs es el mejor amigo. Él es también un agente de policía que trata de encontrar un hombre con acechan en Mesa Pisos.
- Kadisha Briggs

Kadisha Briggs es James esposa.
- Sal Zugovich

Sal Zugovich Stephen's es amigo y propietario del local de galería de arte y restaurante.
- Greta Zugovich

Greta Zugovich es la esposa de Sal.
- Rachel Ware

Un amor de interés potencial para Stephen. Ella asistió a la boda de Celeste y se reunió con Stephen. Le encanta bailar y baila cada vez que hay una oportunidad de hacerlo.
- Erin Davis

Potencial de interés para el amor Stephen. Ella se presenta como la amiga de Celeste y llega a entregar a Stephen Diva. Ella es una artista y tiene amplios conocimientos sobre los animales domésticos.
- Buster Davis

Erin la mascota perro. Él persigue Diva causando una reunión entre Stephen y Erin.
- Tracy Kosmokos

Tracy Kosmokos Celeste es la bridesmaid.